# Olibrus bimaculatus
Olibrus bimaculatus is een keversoort uit de familie glanzende bloemkevers (Phalacridae). De wetenschappelijke naam van de soort werd in 1848 gepubliceerd door Küster.